# Prognose (Psychologie)
Unter Prognose versteht man in der Psychotherapie bzw. Klinischen Psychologie, Psychiatrie und psychosomatischen Medizin, ähnlich wie in der Medizin, die Vorhersage des zukünftigen Krankheitsverlaufes. Aufgrund der außerordentlichen Komplexität sind die Prognosen nur Wahrscheinlichkeitsaussagen.
Die Prognose hängt von der jeweiligen Diagnose und weiteren verschiedenen Faktoren ab (Komorbidität, Compliance, soziale Lebensbedingungen etc.)
Beispiele für Krankheitsverläufe:
- phasisch progrediente Entwicklung
- chronisch-statische Entwicklung
- chronisch-progrediente Entwicklung

## Prognose in der Psychologie
In der Psychologie ist die Prognose (Prognostik) ein Teilgebiet der Diagnostik. Eine Prognose ist also eine psychologisch-diagnostische Aussage z. B. über den Schul-, Studien- und Berufserfolg etc. oder auch über den Verlauf einer Psychischen Störung oder die Rehabilitation eines Straftäters.
Bei Einsatz einer geeigneten Kombination von Verfahren, professioneller Anwendung, Auswertung und Interpretation durch Psychologen, sind die Reliabilität und Validität dieser prognostischen Aussagen relativ hoch. Die Validität sinkt mit Zunahme des Prognosezeitraumes, also des Zeitraumes über den sich die Aussage erstrecken soll (eine prognostische Aussage über den Berufserfolg in 20 Jahren verfügt praktisch über keine Validität).
In Bereichen von prognostischen Aussagen in verkehrspsychologischen und im weitesten Sinne beruflichen Kontexten (also auch inkl. Schule, Studium, Ausbildung, berufliche Rehabilitation) wird die psychologische Prognostik mit Abstand am häufigsten eingesetzt und ist hier in Bezug auf die wissenschaftliche Absicherung am weitesten fortgeschritten.
Im Bereich der Forschung dominieren derzeit methodische Aspekte von Prognosen in der Rechtspsychologie, insbesondere Entwicklung und Evaluation mathematisch-psychologischer und psychometrisch statistischer Modelle in Bereichen der Kriminalprognose.
So kann etwa mittels der Formel
{\displaystyle p={\frac {1}{1+e^{3,115-0,0598(31-x_{1}-3x_{2}-x_{3}+75\cdot {\sqrt {{\frac {x_{4}}{x_{5}}}+5}}+x_{6})}}}}
durch Einsetzen der entsprechenden Variablen
- x1 = Alter in Jahren
- x2 = Geschlecht (0 oder 1)
- x3 = Anzahl der strafrechtlichen Verurteilungen in der Jugend
- x4 = Gesamtzahl der bisherigen Verurteilungen
- x5 = Zeit in Jahren, die seit der ersten Verurteilung vergangen sind
- x6 = Delikttyp (gemäß Tabelle)

die Rückfallwahrscheinlichkeit eines inhaftierten Straftäters ermittelt werden (Verfahren gemäß der Offender Group Reconviction Scale nach Hanson und Thornton).

## Prognose in der Psychosomatischen Medizin
Im Gegensatz zu somatischen Erkrankungen deutet Abwesenheit von psychopathologischen Symptomen nicht unbedingt auf eine Genesung hin. Vielmehr können neurotische Prozesse auch im Verborgenen ablaufen oder überhaupt keine offensichtlichen Symptome produzieren. Auch weist eine Verbesserung der Symptomatik während der Therapie nicht unbedingt auf eine Heilung hin, sondern kann auch auf eine restaurierte Kompensationsfähigkeit zurückgehen. Dies bedeutet dann lediglich, dass die Erkrankung derzeit keine Symptome produziert. Dies kommt daher, dass die Symptomatik nicht mit der Erkrankung identisch ist, sondern nur deren Ausdruck darstellt.

## Prognose in der Psychiatrie
In der Psychiatrie kann der Krankheitsverlauf z. T. recht zuverlässig vorhergesagt werden. Beispielsweise treten bestimmte Formen phasischer Psychosen typischerweise regelmäßig mit Schüben in Erscheinung, remittieren aber evtl. wieder vollständig, sodass die Patienten hinterher kaum beeinträchtigt sind. Bei anderen Erkrankungen, vor allem im schizophrenen Formenkreis, muss mit einer Chronifizierung gerechnet werden.